# پیتر یانگ
پیتر یانگ (انگلیسی: Peter Yang؛ زادهٔ ۲۵ سپتامبر ۱۹۳۵) بازیگر، کارگردان فیلم، تهیه‌کننده فیلم و رزمی‌کار اهل چین است.
از فیلم‌ها یا برنامه‌های تلویزیونی که وی در آن نقش داشته‌است، می‌توان به نیلوفر آبی زرین، چشمک بزنید، چشمک بزنید، ستاره‌های شانس، محافظ و فرشته اشاره کرد.